# Giovanni Bausan (incrociatore)
Il Giovanni Bausan fu un incrociatore protetto della Regia Marina italiana, unico della sua classe, costruito nel Regno Unito ed entrato in servizio nel maggio 1885; fu il primo incrociatore protetto a entrare in servizio con la Regia Marina italiana e il suo progetto fece da modello per la successiva classe Etna di costruzione nazionale.
Il Bausan servì intensamente in missioni d'oltremare, in particolare durante la penetrazione coloniale italiana nel Corno d'Africa, per poi prendere parte alla guerra italo-turca; ormai obsoleto, allo scoppio della prima guerra mondiale fu posto in riserva e poi privato dell'armamento, venendo riconvertito al ruolo di nave deposito e nave appoggio idrovolanti. Radiato dal servizio attivo nel gennaio 1920, lo scafo fu poi avviato alla demolizione.

## Il progetto

### Caratteristiche generali
Il progetto del Giovanni Bausan si basava su quello dell'incrociatore Esmeralda, il primo vero e proprio incrociatore protetto mai costruito, ordinato dalla Marina militare cilena e acquistato poi dal Giappone come Izumi; prima unità di questo tipo a servire nella flotta italiana, fu classificata anche come "ariete torpediniere" e intesa come se fosse un "cacciatorpediniere da battaglia", cioè come una nave veloce ma dotata di artiglieria pesante in grado di perforare le corazze delle navi da battaglia: di fatto, la bassa cadenza di tiro dei suoi pezzi principali e la sua mancanza di stabilità la resero inadatta a tale compito.
Lo scafo della nave, dotato di un rostro e inizialmente equipaggiato di alberi e sartiame come uno scuna, era lungo 84,12 metri tra le perpendicolari e 89,32 metri fuori tutto, per una larghezza di 12,85 metri e un pescaggio di 5,98 metri; il dislocamento standard era di 3.131 tonnellate. L'equipaggio originario era di 295 tra ufficiali e marinai, ma in seguito fu ridotto a 256 uomini.
La propulsione del Bausan era assicurata da due motrici alternative a vapore, ciascuna delle quali muoveva un'elica; l'alimentazione era data da quattro caldaie cilindriche Scotch, che convogliavano i fumi in due fumaioli posti a centro nave. Alle prove la potenza sviluppata fu di 6.470 hp per una velocità massima di 17,4 nodi (32 km/h). Alla velocità di crociera di 10 nodi (19 km/h), la nave aveva un'autonomia di 5.000 miglia nautiche (9.300 km); l'alberatura da scuna era intesa come mezzo di propulsione ausiliaria nel caso i motori della nave fossero andati in avaria, ma all'epoca dell'entrata in servizio del Bausan i motori a vapore erano ormai divenuti abbastanza affidabili e gli alberi e le vele, non più necessari, furono poi rimossi.

### Armamento e corazzatura
L'armamento del Bausan era molto pesante se rapportato alle dimensioni dello scafo: la batteria principale consisteva in due cannoni calibro 250/30 mm Pattern G fabbricati dalla Elswick Ordnance Company, montati in barbette individuali a prua e a poppa e capaci di una rotazione di 30° da ogni lato dello scafo. L'armamento secondario comprendeva sei cannoni da 150/26 mm montati in impianti singoli lungo il bordo dello scafo, tre per lato, e per la difesa contro le unità siluranti veloci altri quattro cannoni a tiro rapido da 57 mm e due da 37 mm; i pezzi da 150 mm furono poi sostituiti nel 1899 da altrettanti cannoni da 152 mm di tipo più moderno. La nave disponeva poi di tre tubi lanciasiluri da 360 mm, uno su ciascuna fiancata sopra il livello dell'acqua rivolti verso prua e uno sommerso a poppa.
La protezione della nave consisteva in un ponte corazzato lungo da prua a poppa, spesso 38 mm sopra i locali caldaia e le sale macchine per poi restringersi a 19 mm nelle estremità. L'incrociatore disponeva poi di una cintura di sughero lungo la linea di galleggiamento intesa come mezzo per assorbire l'acqua che fosse entrata da una falla aperta da un colpo nemico, una soluzione che si rivelò sostanzialmente inutile visto che i proiettili potevano facilmente distruggere la cintura stessa. La torre di comando della nave e i basamenti dei cannoni principali erano protetti da piastre corazzate spesse 51 mm.

## Storia
L'incrociatore fu impostato nei cantieri della Sir WG Armstrong Mitchell & Company di Elswick, nel Regno Unito, il 21 agosto 1882, per poi essere varato il 15 dicembre 1883 con il nome di Giovanni Bausan in onore dell'omonimo ufficiale navale napoletano che combatté nelle guerre rivoluzionarie francesi e nelle guerre napoleoniche. La nave fu consegnata all'Italia il 9 maggio 1885, per poi partire dall'Inghilterra il 21 maggio seguente; assegnato alla "Squadra Permanente", tra il 1887 e il 1888 il Bausan fornì appoggio ai reparti italiani impegnati nella guerra d'Eritrea come nave ammiraglia dello squadrone distaccato nel Mar Rosso. Concluso il servizio al largo dell'Eritrea, il Bausan fu impegnato in varie missioni oltremare, in particolare nella zona delle Americhe; durante questo servizio l'incrociatore visitò New York nel 1892 e fu la prima nave da guerra straniera a essere riparata nei cantieri Brooklyn Navy Yard negli ultimi 15 anni.
Nel tardo 1902 il Bausan, insieme all'incrociatore protetto Etna e all'incrociatore corazzato Carlo Alberto, prese parte agli eventi della "crisi venezuelana" quando navi di Regno Unito, Germania e Italia imposero un blocco navale al Venezuela dopo il rifiuto del paese di saldare il suo debito estero. L'anno successivo la nave, insieme all'Etna e all'incrociatore Dogali, rappresentò l'Italia a una parata navale internazionale a New York in occasione dell'inizio della Fiera Colombiana di Chicago; il Bausan rientrò poi in Italia nel 1904 e assegnato alla Divisione di Riserva: due dei suoi cannoni secondari furono rimossi e assegnati all'incrociatore Francesco Ferruccio in quel momento in allestimento.
Dal 1905 il Bausan prestò servizio come nave scuola per fuochisti e meccanici, ma con lo scoppio della guerra italo-turca la nave fu riportata in condizioni operative nel 1912 compiendo poi varie missioni di bombardamento costiero in Cirenaica; alla conclusione delle ostilità l'unità fu ancora una volta relegata a compiti secondari, servendo come nave distillatrice: equipaggiata con quattro distillatori, la nave poteva produrre 200 tonnellate di acqua distillata in 24 ore. All'entrata dell'Italia nella prima guerra mondiale nel maggio 1915, vista la pressante richiesta di pezzi di artiglieria pesante da parte delle forze terrestri, il Bausan fu in parte privato dell'armamento dovendo cedere i suoi due cannoni da 250 mm e due dei pezzi secondari da 152 mm; più avanti nel corso del conflitto l'intero armamento della nave fu rimosso e l'unità assegnata come nave deposito per idrovolanti a Brindisi. Radiata dal servizio attivo il 15 gennaio 1920, l'unità fu poi venduta per la demolizione nel marzo seguente.